# Золотой носорог (кинопремия, 2011)
1-я церемония вручения наград премии
 «Золотой носорог»
28 февраля 2011 года
Первая церемония награждения премии «Золотой носорог» за лучшие телевизионные сериалы прошла 28 февраля 2011 года в Москве в Государственном театре киноактёра. Были вручены награды лучшим телесериалам, вышедшим на российские экраны с 1 сентября 2009 года по 1 сентября 2010 года. Церемонию вели Анастасия Заворотнюк, Пётр Чернышёв и Дмитрий Марьянов .

## История
Номинанты были оглашены 8 февраля 2011 года.
Церемонию вели Анастасия Заворотнюк, Дмитрий Марьянов и Пётр Чернышёв.

### Жюри
Номинантов первой премии «Золотой носорог» определила отборочная комиссия:
- Жанна Сергеева — член Гильдии киноведов и кинокритиков СК России
- Лариса Солоницына — киновед, главный редактор газеты Союза кинематографистов "СК-Новости"
- Вита Рамм — член Гильдии киноведов и кинокритиков СК России[3]
- Екатерина Тарханова — кинокритик, кандидат искусствоведения, член академии «Ника»

Премия присуждается по итогам закрытого голосования ведущих кинокритиков, продюсеров, режиссёров и актёров.

## Список победителей и номинантов[1][4][2]
Количество наград/количество номинаций:
- 4/8: «Синдром Феникса»
- 2/8: «Черкизона»
- 1/8: «Меч»
- 2/7: «Смерть Вазир-Мухтара»
- 3/6: «Школа»
- 2/6: «Террористка Иванова»
- 1/6: «Непридуманное убийство»
- 1/6: «Котовский»
- 1/6: «Исаев»
- 2/5: «Черчилль»
- 1/5: «Журов»
- 1/5: «Грязная работа»
- 0/5: «Сивый мерин»
- 0/5: «Адмиралъ»
- 2/4: «Брак по завещанию»
- 1/4: «Тульский Токарев»
- 1/4: «Дыши со мной»
- 1/4: «Вольф Мессинг — видевший сквозь время»
- 0/4: «Слово женщине»
- 1/3: «Маргоша»
- 0/3: «Глухарь. Продолжение»
- 1/2: «Логово змея»
- 1/1: «Если бы я тебя любил…»
- 1/1: «Снайпер. Оружие возмездия»
- 0/1: «В Париж!»

### Категория «Телевизионный фильм (до 4 серий)»
| Категории                                        | Победители и номинанты                                               |
| ------------------------------------------------ | -------------------------------------------------------------------- |
| «Лучший телевизионный фильм (до 4 серий)»        | • «Журов» (продюсеры Рубен Дишдишян, Сергей Даниелян, Арам Мовсесян) |
| «Лучший телевизионный фильм (до 4 серий)»        | • «Синдром Феникса» (продюсеры Иннокентий Малинкин, Дмитрий Сидоров) |
| «Лучший телевизионный фильм (до 4 серий)»        | • «Непридуманное убийство» (продюсер Игорь Толстунов)                |
| «Лучший сценарий (до 4 серий)»                   | • Елена Ласкарева («Непридуманное убийство»)                         |
| «Лучший сценарий (до 4 серий)»                   | • Алексей Слаповский («Синдром Феникса»)                             |
| «Лучший сценарий (до 4 серий)»                   | • Александр Бородянский («Сивый мерин»)                              |
| «Лучшая женская роль» (до 4 серий)               | • Ольга Арнтгольц («Сивый мерин»)                                    |
| «Лучшая женская роль» (до 4 серий)               | • Ольга Будина («Синдром Феникса»)                                   |
| «Лучшая женская роль» (до 4 серий)               | • Светлана Иванова («Непридуманное убийство»)                        |
| «Лучшая женская роль» (до 4 серий)               | • Екатерина Гусева («Если бы я тебя любил…»)                         |
| «Лучшая мужская роль» (до 4 серий)               | • Андрей Панин («Журов»)                                             |
| «Лучшая мужская роль» (до 4 серий)               | • Дмитрий Певцов («Снайпер. Оружие возмездия»)                       |
| «Лучшая мужская роль» (до 4 серий)               | • Андрей Ильин («Непридуманное убийство»)                            |
| «Лучшая женская роль второго плана» (до 4 серий) | • Елена Смирнова («Сивый мерин»)                                     |
| «Лучшая женская роль второго плана» (до 4 серий) | • Галина Польских («Синдром Феникса»)                                |
| «Лучшая женская роль второго плана» (до 4 серий) | • Елена Сафонова («Журов»)                                           |
| «Лучшая мужская роль второго плана» (до 4 серий) | • Игорь Яцко («Журов»)                                               |
| «Лучшая мужская роль второго плана» (до 4 серий) | • Роман Мадянов («Синдром Феникса»)                                  |
| «Лучшая мужская роль второго плана» (до 4 серий) | • Олег Кассин («Непридуманное убийство»)                             |
| «Лучшая режиссёрская работа» (до 4 серий)        | • Виктория Держицкая («Непридуманное убийство»)                      |
| «Лучшая режиссёрская работа» (до 4 серий)        | • Михаил Туманишвили («Сивый мерин»)                                 |
| «Лучшая режиссёрская работа» (до 4 серий)        | • Сергей Соколюк («Синдром Феникса»)                                 |
| «Лучшая режиссёрская работа» (до 4 серий)        | • Сергей Крутин («В Париж!»)                                         |
| «Лучший оператор-постановщик» (до 4 серий)       | • Дмитрий Масс («Синдром Феникса»)                                   |
| «Лучший оператор-постановщик» (до 4 серий)       | • Владимир Брыляков («Журов»)                                        |
| «Лучший оператор-постановщик» (до 4 серий)       | • Леонид Казаков («Сивый мерин»)                                     |

### Категория «Телевизионный сериал (до 12 серий)»
| Категории                           | Победители и номинанты                                                                        |
| ----------------------------------- | --------------------------------------------------------------------------------------------- |
| «Лучший телевизионный сериал»       | • «Тульский Токарев» (продюсер — Александр Черняев)                                           |
| «Лучший телевизионный сериал»       | • «Смерть Вазир-Мухтара» (продюсеры — Дарья Досталь, Владимир Досталь, Леонид Маркин)         |
| «Лучший телевизионный сериал»       | • «Адмиралъ» (продюсеры — Анатолий Максимов, Джахонгир Файзиев, Николай Попов, Дмитрий Юрков) |
| «Лучший сценарий»                   | • Ольга Гурова («Брак по завещанию»)                                                          |
| «Лучший сценарий»                   | • Эдуард Володарский («Смерть Вазир-Мухтара», «Террористка Иванова»)                          |
| «Лучший сценарий»                   | • Андрей Мигачев, Андрей Савельев («Тульский Токарев»)                                        |
| «Лучшая женская роль»               | • Марина Александрова («Котовский»)                                                           |
| «Лучшая женская роль»               | • Татьяна Арнтгольц («Брак по завещанию»)                                                     |
| «Лучшая женская роль»               | • Мария Шукшина («Террористка Иванова»)                                                       |
| «Лучшая мужская роль»               | • Алексей Серебряков («Террористка Иванова»)                                                  |
| «Лучшая мужская роль»               | • Михаил Елисеев («Смерть Вазир-Мухтара»)                                                     |
| «Лучшая мужская роль»               | • Владислав Галкин («Котовский», «Логово змея»)                                               |
| «Лучшая женская роль второго плана» | • Лариса Малеванная («Смерть Вазир-Мухтара»)                                                  |
| «Лучшая женская роль второго плана» | • Екатерина Стулова («Котовский»)                                                             |
| «Лучшая женская роль второго плана» | • Лидия Федосеева-Шукшина («Террористка Иванова»)                                             |
| «Лучшая мужская роль второго плана» | • Максим Щеголев («Брак по завещанию»)                                                        |
| «Лучшая мужская роль второго плана» | • Сергей Безруков («Адмиралъ»)                                                                |
| «Лучшая мужская роль второго плана» | • Иван Стебунов («Котовский»)                                                                 |
| «Лучшая режиссёрская работа»        | • Алексей Мурадов («Тульский Токарев»)                                                        |
| «Лучшая режиссёрская работа»        | • Андрей Кравчук («Адмиралъ»)                                                                 |
| «Лучшая режиссёрская работа»        | • Влад Фурман («Террористка Иванова»)                                                         |
| «Лучший оператор-постановщик»       | • Анатолий Калашников («Логово змея»)                                                         |
| «Лучший оператор-постановщик»       | • Кирилл Мошкович («Террористка Иванова»)                                                     |
| «Лучший оператор-постановщик»       | • Виктор Макаров («Брак по завещанию»)                                                        |

### Категория «Телевизионный сериал (до 32 серий)»
| Категории                           | Победители и номинанты |
| ----------------------------------- | --- |
| «Лучший телевизионный сериал»       | • «Меч» (продюсеры — Дмитрий Великанов, Ирина Варламова, Ефим Любинский)                                                                         |
| «Лучший телевизионный сериал»       | • «Черчилль» (продюсеры — Илья Малкин, Алексей Целихин)                                                                                          |
| «Лучший телевизионный сериал»       | • «Исаев» (продюсеры — Алексей Кузнецов, Евгений Попов)                                                                                          |
| «Лучший сценарий»                   | • Илья Куликов («Глухарь. Продолжение») |
| «Лучший сценарий»                   | • Илья Куликов, Василий Внуков («Меч») |
| «Лучший сценарий»                   | • Сценарная группа сериала «Черчилль» |
| «Лучшая женская роль»               | • Полина Агуреева («Исаев») |
| «Лучшая женская роль»               | • Нина Гогаева («Меч») |
| «Лучшая женская роль»               | • Наталья Антонова («Дыши со мной») |
| «Лучшая мужская роль»               | • Эдуард Флеров («Меч») |
| «Лучшая мужская роль»               | • Александр Ильин («Черчилль») |
| «Лучшая мужская роль»               | • Антон Макарский («Дыши со мной») |
| «Лучшая женская роль второго плана» | • Дарья Повереннова («Меч») |
| «Лучшая женская роль второго плана» | • Ольга Хохлова («Черчилль») |
| «Лучшая женская роль второго плана» | • Мария Болтнева («Глухарь. Продолжение») |
| «Лучшая мужская роль второго плана» | • Шухрат Иргашев («Меч») |
| «Лучшая мужская роль второго плана» | • Андрей Смоляков («Исаев») |
| «Лучшая мужская роль второго плана» | • Марк Рудинштейн (Детективное агентство «Иван да Марья», «Вольф Мессинг — видевший сквозь время»)                                               |
| «Лучшая режиссёрская работа»        | • Ольга Перуновская («Дыши со мной») |
| «Лучшая режиссёрская работа»        | • Рустам Уразаев, Виктор Конисевич («Меч») |
| «Лучшая режиссёрская работа»        | • Николай Хомерики, Оксана Бычкова, Борис Хлебников, Станислав Егерев, Илья Малкин, Ольга Музалева, Михаил Угаров, Авдотья Смирнова («Черчилль») |
| «Лучший оператор-постановщик»       | • Михаил Суслов («Исаев») |
| «Лучший оператор-постановщик»       | • Тимур Зельма («Вольф Мессинг — видевший сквозь время»)                                                                                         |
| «Лучший оператор-постановщик»       | • Игорь Берсон («Дыши со мной») |

### Категория «Теленовелла (больше 32 серий)»
| Категории                           | Победители и номинанты                                                                                              |
| ----------------------------------- | --- |
| «Лучшая теленовелла»                | • «Маргоша» (продюсеры — Вячеслав Мугуров, Александр Роднянский, Константин Кикичев, Андрей Силкин, Татьяна Давтян) |
| «Лучшая теленовелла»                | • «Черкизона» (продюсеры — Александр Роднянский, Юрий Сапронов, Андрей Смирнов, Дмитрий Месхиев)                    |
| «Лучшая теленовелла»                | • «Школа» (продюсеры — Константин Эрнст, Игорь Толстунов)                                                           |
| «Лучший сценарий»                   | • Ася Карева, Татьяна Кабзистая («Черкизона»)                                                                       |
| «Лучший сценарий»                   | • Сценарная группа сериала «Маргоша»                                                                                |
| «Лучший сценарий»                   | • Сценарная группа сериала «Слово женщине»                                                                          |
| «Лучшая женская роль»               | • Анастасия Макеева («Черкизона»)                                                                                   |
| «Лучшая женская роль»               | • Валентина Лукащук, Анна Шепелева, Наталья Терешкова и др. («Школа»)                                               |
| «Лучшая женская роль»               | • Лариса Саванкова, Ирина Сотикова, Анастасия Дюкова, Анна Арефьева («Слово женщине»)                               |
| «Лучшая мужская роль»               | • Дмитрий Миллер («Черкизона»)                                                                                      |
| «Лучшая мужская роль»               | • Алексей Литвиненко, Игорь Огурцов, Алексей Курганов и др. («Школа»)                                               |
| «Лучшая женская роль второго плана» | • Катя Аманова («Черкизона»)                                                                                        |
| «Лучшая женская роль второго плана» | • Галина Бокашевская («Слово женщине»)                                                                              |
| «Лучшая женская роль второго плана» | • Лена Перова («Маргоша»)                                                                                           |
| «Лучшая мужская роль второго плана» | • Юрий Беляев («Грязная работа»)                                                                                    |
| «Лучшая мужская роль второго плана» | • Константин Соловьев («Черкизона»)                                                                                 |
| «Лучшая мужская роль второго плана» | • Анатолий Семенов («Школа»)                                                                                        |
| «Лучшая режиссёрская работа»        | • Владимир Дмитриевский («Грязная работа»)                                                                          |
| «Лучшая режиссёрская работа»        | • Алексей Гирба, Дмитрий Петрунь, Сергей Коротаев («Черкизона»)                                                     |
| «Лучшая режиссёрская работа»        | • Алексей Волынский, Владимир Харченко-Куликовский, Полина Бахаревская и др. («Слово женщине»)                      |
| «Лучший оператор-постановщик»       | • Сергей Воронцов («Глухарь. Продолжение»)                                                                          |
| «Лучший оператор-постановщик»       | • Юрий Щиренко («Черкизона»)                                                                                        |
| «Лучший оператор-постановщик»       | • Геннадий Медер, Батыр Моргачёв, Фёдор Лясс, Всеволод Каптур («Школа»)                                             |

### Категория «Лучший ситком»
| Категории                           | Победители и номинанты |
| ----------------------------------- | --- |
| «Лучший ситком»                     | • «Интерны» (продюсеры — Теймураз Бадзиев, Семен Слепаков, Александр Дулерайн, Артур Джанибекян, Вячеслав Дусмухаметов, Андрей Левин, Дмитрий Пермяков, Антон Морозенко)                                                                           |
| «Лучший ситком»                     | • «Однажды в милиции» (продюсеры — Вячеслав Муругов, Алексей Троцюк, Виталий Шляппо, Александр Даган, Артур Зайцев, Алексей Зюнькин, Эдуард Илоян, Виталий Коломиец, Кирилл Папакуль, Анастасия Рождественская, Сангаджи Тарбаев, Михаил Ткаченко) |
| «Лучший ситком»                     | • «Воронины» (продюсеры — Вячеслав Муругов, Константин Наумочкин) |
| «Лучший сценарий»                   | • Вячеслав Дусмухаметов, Александр Кагарманов, Кирилл Керзок («Интерны») |
| «Лучший сценарий»                   | • Вячеслав Дусмухаметов, Семен Слепаков, Юлия Галиченко («Универ») |
| «Лучший сценарий»                   | • Кира Худолей, Анастасия Экарева («Любовь и прочие глупости») |
| «Лучшая женская роль»               | • Светлана Камынина («Интерны») |
| «Лучшая женская роль»               | • Екатерина Крупенина («Однажды в милиции») |
| «Лучшая женская роль»               | • Елена Старостина («Любовь и прочие глупости») |
| «Лучшая мужская роль»               | • Иван Охлобыстин («Интерны») |
| «Лучшая мужская роль»               | • Борис Клюев («Воронины») |
| «Лучшая мужская роль»               | • Виталий Гогунский («Универ») |
| «Лучшая женская роль второго плана» | • Светлана Пермякова («Интерны») |
| «Лучшая женская роль второго плана» | • Анна Фроловцева («Воронины») |
| «Лучшая женская роль второго плана» | • Ольга Тумайкина («Однажды в милиции») |
| «Лучшая мужская роль второго плана» | • Олег Комаров («Однажды в милиции») |
| «Лучшая мужская роль второго плана» | • Станислав Дужников («Воронины») |
| «Лучшая мужская роль второго плана» | • Дмитрий Мазуров («Любовь и прочие глупости») |

### Категория «Премии за телевизионные фильмы вне категорий»
| Категории                     | Победители и номинанты                                       |
| ----------------------------- | ------------------------------------------------------------ |
| «Лучший художник»             | • Мария Турская, Александр Загоскин («Адмиралъ»)             |
| «Лучший художник»             | • Юрий Сотников («Смерть Вазир-Мухтара»)                     |
| «Лучший художник»             | • Вячеслав Демин, Мавлодод Фаросатшоев («Исаев»)             |
| «Лучший художник по костюмам» | • Мария Мордкович, Екатерина Гмыря («Адмиралъ»)              |
| «Лучший художник по костюмам» | • Татьяна Патрахальцева («Смерть Вазир-Мухтара»)             |
| «Лучший художник по костюмам» | • Алексей Камышов, Елена Станкеева («Исаев»)                 |
| «Лучший грим»                 | • Алексей Климов («Котовский»)                               |
| «Лучший грим»                 | • Ольга Лаут-Рабий («Вольф Мессинг — видевший сквозь время») |
| «Лучший грим»                 | • Людмила Чумакова («Смерть Вазир-Мухтара»)                  |
| «Лучший кастинг»              | • «Грязная работа»                                           |
| «Лучший кастинг»              | • Детективное агентство «Иван да Марья»                      |
| «Лучший кастинг»              | • «Школа»                                                    |
| «Лучшая песня»                | • «Грязная работа» (на титрах)                               |
| «Лучшая песня»                | • «Универ» (песня Кузи из 3-го сезона)                       |
| «Лучшая песня»                | • «Однажды в милиции» (на титрах)                            |
| «Лучшая музыка»               | • Алексей Шелыгин («Меч»)                                    |
| «Лучшая музыка»               | • Андрей Борисов («Грязная работа»)                          |
| «Лучшая музыка»               | • Евгений Ширяев («Вольф Мессинг — видевший сквозь время»)   |
| «Лучший монтаж»               | • «Котовский»                                                |
| «Лучший монтаж»               | • «Синдром Феникса»                                          |
| «Лучший монтаж»               | • «Тульский Токарев»                                         |
| «Лучший скетч»                | • «Одна за всех» («Домашний»)                                |
| «Лучший скетч»                | • «6 кадров» (СТС)                                           |
| «Лучший скетч»                | • «Солдаты. И офицеры» («Рен-ТВ»)                            |